# ArtEdox – Film music
artEdox – Film music  naziv je drugog autorskog albuma hrvatskoga skladatelja Dalibora Grubačevića u potpunosti posvećen glazbi skladanoj za dokumentarne filme hrvatskih redatelja. Na albumu je zastupljena glazba iz filmova Nenada Puhovskog (Zajedno), Branka Ištvančića (Izgubljeno blago, Album), Zorana Budaka (Hebrang), Višnje Starešine (Zaustavljeni glas) i Mire Brankovića (Ode dućan, Josip Cvrtila – dragi tata). Materijal je koncipiran kao kompilacija radova od 2005. do 2011. godine, a album je početkom lipnja 2011. objavila diskografska kuća Aquarius Records.

## Popis glazbenih brojeva
| 1.    | »Naslovna tema«                               | "Zajedno"                    | 2:26 |
| 2.    | »Hrvoje na kavi sa prijateljima«              | "Zajedno"                    | 1:53 |
| 3.    | »Ratka odlazi«                                | "Zajedno"                    | 3:40 |
| 4.    | »Vožnja biciklima«                            | "Zajedno"                    | 2:28 |
| 5.    | »Udovica u crkvi«                             | "Zajedno"                    | 2:29 |
| 6.    | »Odjavna tema«                                | "Zajedno"                    | 2:30 |
| 7.    | »Tema Hebrangovih (klavirska verzija)«        | Tv serija "Hebrang"          | 1:47 |
| 8.    | »Tema sjećanja«                               | Tv serija "Hebrang"          | 1:47 |
| 9.    | »Tema Hebrangovih (orkestralna verzija)«      | Tv serija "Hebrang"          | 1:50 |
| 10.   | »Ricordi del passato: I Senza volto«          | "Album"                      | 4:09 |
| 11.   | »Ricordi del passato: II Ricerca«             | "Album"                      | 3:28 |
| 12.   | »Ricordi del passato: III Ritorno«            | "Album"                      | 3:20 |
| 13.   | »Suono della tristezza (za klavir i violinu)« | "Album"                      | 3:43 |
| 14.   | »Odjavna tema«                                | "Album"                      | 2:06 |
| 15.   | »Odjavna tema«                                | "Zaustavljeni glas"          | 3:11 |
| 16.   | »Amerika«                                     | "Tesla"                      | 4:02 |
| 17.   | »Iščekivanje«                                 | "Izgubljeno blago"           | 2:39 |
| 18.   | »Odjavna tema«                                | "Izgubljeno blago"           | 1:51 |
| 19.   | »Tema«                                        | "Josip Cvrtila - dragi tata" | 4:24 |
| 20.   | »Odjavna tema«                                | "Ode dućan"                  | 1:22 |
| 55:15 |                                               |                              |      |

## Vanjske poveznice
- Discogs.com –  Dalibor Grubačević: artEdox - Film music (hrv.) (engl.)
- Filmovi.hr – Irena Paulus: »Bez glazbe to nebi bio isti film« (recenzija)
- Soundguardian.com - artEdox - Film music  Arhivirana inačica izvorne stranice od 4. ožujka 2016. (Wayback Machine) (recenzija)
- YouTube: Dalibor Grubačević: Odjavna tema iz filma "Zajedno"